# 中国社会科学院工业经济研究所
中国社会科学院工业经济研究所是中华人民共和国的一家经济学研究机构，成立于1978年4月5日，是中国社会科学院的直属研究单位。

## 历史沿革
前身为中国社会科学院经济研究所工业经济研究组。